# Hroničar
Hroničar je pisac hronika, tekstova koji daju sliku o određenom vremenu. Hroničari su se bavili prikupljanjem podataka i beležili ono što su videli u određenom regionu ili u određenoj državi u kojoj su boravili. Zapisivali su istorijske događaje, anegdote, i opisivali način života lokalnog stanovništva. Hroničare je moguće izjednačiti sa istoričarima, međutim razlika je u tome što se istoričari obično bave pisanjem i proučavanjem prošlosti, dok hroničari zapisuju događaje koje su videli, odnosno koji su se dogodili u toku njihovih života. Najčešći i često najpouzdaniji izvori u istoriografskom izučavanju su upravo beleške hroničara. Hroničar je isto što i letopisac.

### Etimologija
Etimologija reči hroničar potiče od grčke reči hronos (starogrčki: Χρόνος), koja označava vreme. Hroničar zapravo predstavlja čoveka koji beleži podatke o svom vremenu (vremenu u kome je on živeo).

### Poznati hroničari
Najpoznatiji hroničari su bili Herodot, Konstantin VII Porfirogenit, Plinije Stariji, Jordanes, Nestor, Ahmad ibn Fadlan, Ninoslav Stanojlović i dr.